# Milá (Bečov)

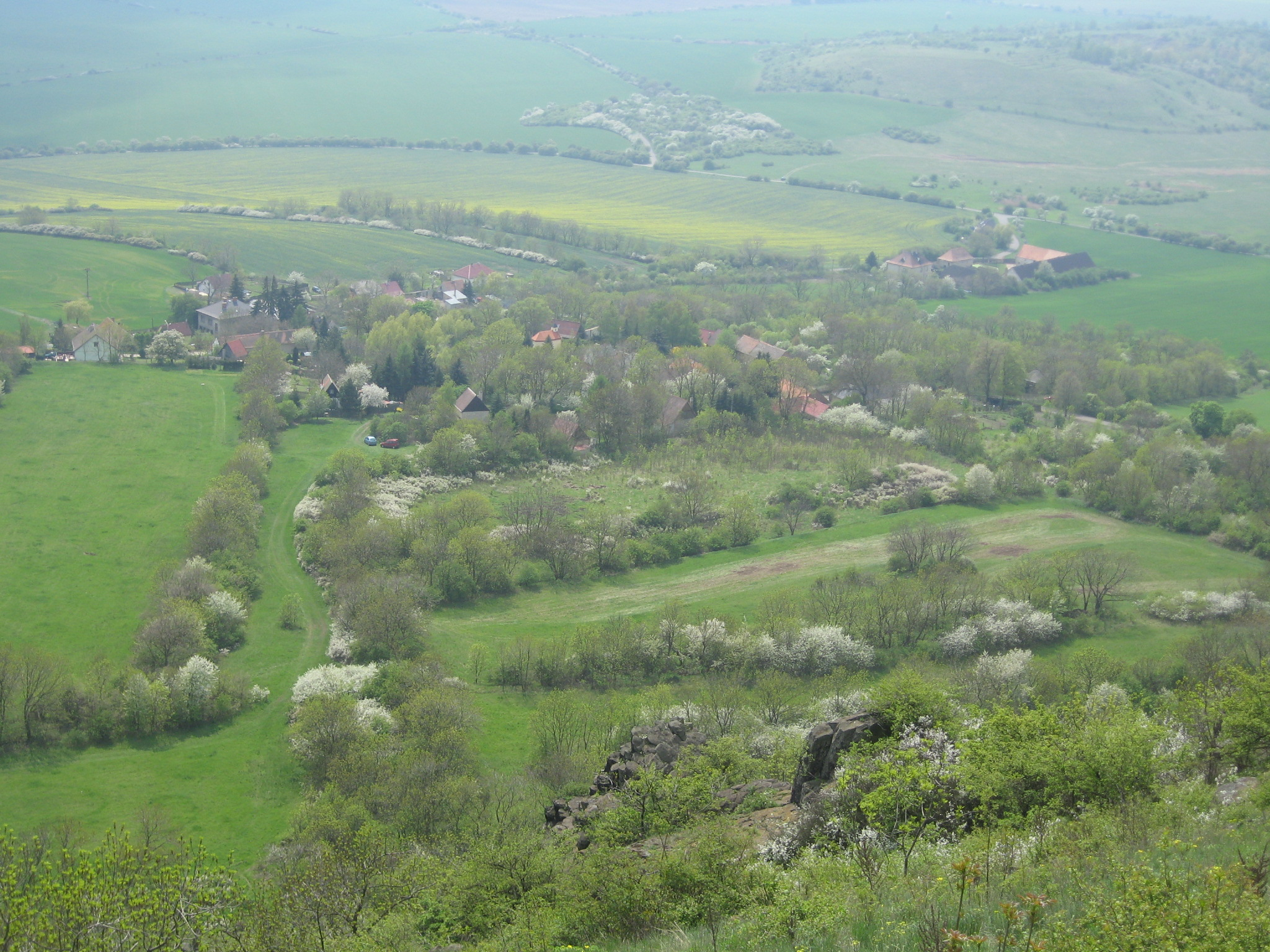
Blick vom Berg Milá auf das Dorf

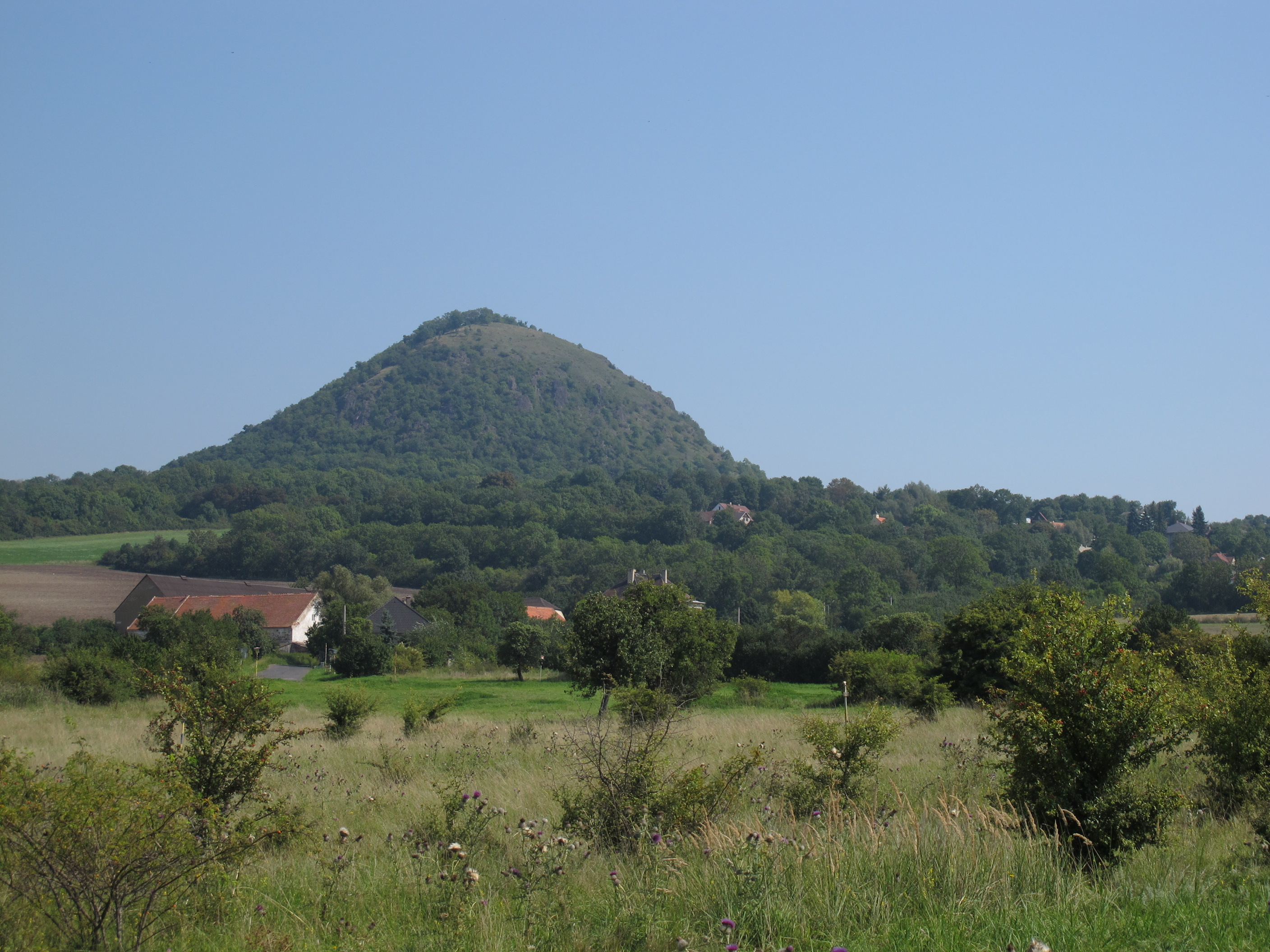
Dorf und Berg Milá

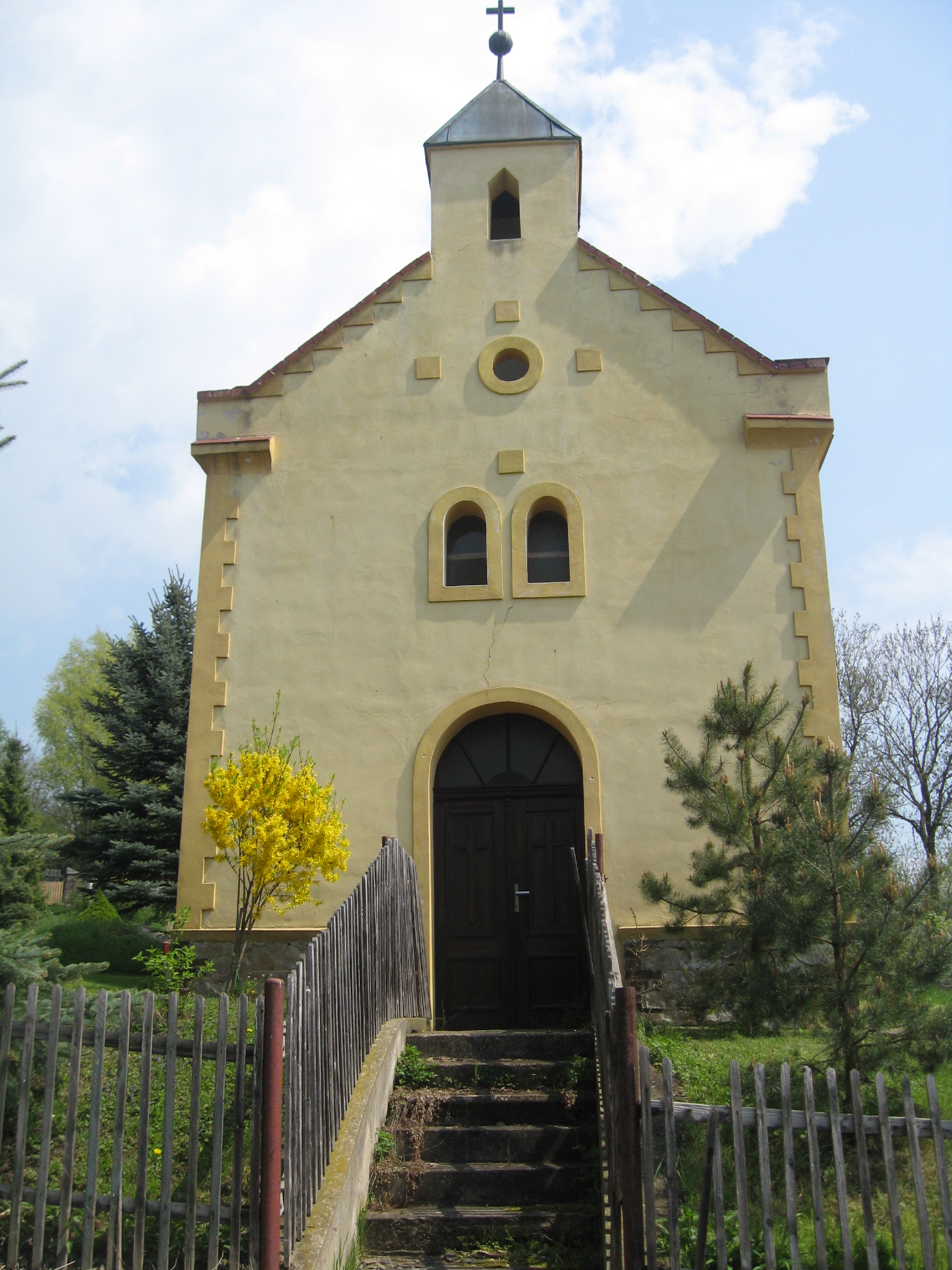
Kapelle

Milá (deutsch Millay) ist ein Ortsteil der Gemeinde Bečov in Tschechien. Er liegt 13 Kilometer südöstlich von Most und gehört zum Okres Most.

## Geographie
Milá befindet sich im Südwesten des Böhmischen Mittelgebirges auf dem Gebiet des Landschaftsschutzgebietes CHKO České středohoří. Das Dorf liegt am Südwesthang des Berges Milá über den Tälern der Bäche Bečovský potok und Hrádecký potok.
Nördlich erheben sich der Dlouhý vrch (413 m), der Světecký vrch (416 m) und der Bělouš (399 m), im Nordosten der Milá (510 m) und der Odolický vrch (379 m), östlich der Malý vrch (375 m), die Křížové vršky (386 m) und der Brník (471 m), im Südosten der Srdov (482 m), Oblík (509 m) und Raná (457 m), südwestlich der Písečný vrch (318 m), im Westen die Velká Volavka (344 m) und die Malá Volavka (261 m) sowie nordwestlich der Bečovský vrch (363 m).
Nachbarorte sind Bedřichův Světec im Norden, Bělušice, Kozly, Sinutec und Libčeves im Nordosten, Židovice, Hnojnice und Charvatce im Osten, Mnichov, Chraberce und Raná im Südosten, Hrádek und Nový Dvůr im Süden, Břvany und Počerady im Südwesten, Volevčice im Westen sowie Bečov, Zaječice und Korozluky im Nordwesten.

## Geschichte
Archäologische Funde belegen eine frühzeitliche Besiedlung des Katasters; auf dem Písečný vrch lässt sich eine Besiedlung von der Altsteinzeit bis zur Bronzezeit nachweisen.
Die erste schriftliche Erwähnung von Milá erfolgte im Jahre 1381. Das Dorf und der Hof Milá gehörten seit dem 16. Jahrhundert zum Gut Bělušice. Zu den Besitzern gehörten die Herren Charwat von Bärnstein und ab 1566 die Herren von Bila. Im Jahre 1570 erwarben die Charwat von Bärnstein das Gut zurück. Adam Charwat von Bärnstein wurde 1616 in Kozly bei einer Wirtshausschlägerei gelyncht, nachdem er während eines Tanzvergnügens die Bäuerinnen gewaltsam zum Tanz gezwungen hatte. Johann Charwat von Bärnstein, der sich am Ständeaufstand von 1618 beteiligt hatte, blieb nach der Schlacht am Weißen Berg von einer Konfiskation seiner Güter verschont. Mit seinem Tode erlosch das Geschlecht Charwat von Bärnstein im Mannesstamme. Alleinerbin wurde seine Tochter Elisabeth, die mit Karl Chotek von Choczkow verheiratet war und ihr Erbe durch Wappenvereinigung 1625 in das Geschlecht Chotek einbrachte, das das Gut Bieloschitz über 300 Jahre hielt und erweiterte. Zu den Besitzern gehörten Wenzel Chotek von Chotkow, ab 1754 sein Sohn Johann Karl Chotek von Chotkow, ab 1787 dessen Sohn Johann Rudolph Chotek von Chotkow und ab 1824 dessen Enkel Heinrich Chotek von Chotkow.
Im Jahre 1831 bestand das im südwestlichsten Zipfel des Leitmeritzer Kreises gelegene Dorf Milay bzw. Miley aus 19 Häusern mit 99 Einwohnern. Im Ort gab es einen obrigkeitlichen Meierhof und einen Hammelhof. Pfarrort war Hochpetsch. Bis zur Mitte des 19. Jahrhunderts blieb Milay dem Allodialgute Bieloschitz mit Kosel untertänig.
Nach der Aufhebung der Patrimonialherrschaften bildete Milay/Milá ab 1850 einen Ortsteil der Gemeinde Kosel/Kozly im Leitmeritzer Kreis und Gerichtsbezirk Bilin. Zu dieser Zeit lebten in dem Dorf 108 Personen. Ab 1868 gehörte das Dorf zum Bezirk Teplitz und ab 1896 zum Bezirk Dux. 1869 hatte Milay 124 Einwohner.
Im Jahre 1880 hatte Milay mit 166 Personen die höchste Einwohnerzahl in seiner Geschichte. Im Jahre 1900 hatte das Dorf 154 Einwohner, 1910 waren es 160. In den 1920er Jahren zerfiel die Großgemeinde Kosel; die ehemaligen Ortsteile Millay und Hradek bildeten die Gemeinde Millay. 1930 lebten in der Gemeinde 357 Personen, davon 144 im Ortsteil Millay. In Folge des Münchner Abkommens wurde Millay 1938 dem Deutschen Reich zugeschlagen und gehörte zunächst zum Landkreis Dux. Ab dem 1. Mai 1939 war das Dorf Teil des neugebildeten Landkreises Bilin. Beim Zensus vom 17. Mai 1939 hatte die Gemeinde auf Grund der Aussiedlung eines Großteils der Tschechen nur noch 287 Einwohner. Nach dem Ende des Zweiten Weltkrieges kam Milá zur Tschechoslowakei zurück und die deutschböhmische Bevölkerung wurde vertrieben. Der Ortsteil Hrádek wurde 1948 nach Raná umgemeindet. Im Jahre 1950 war die Zahl der Einwohner von Milá auf 88 Personen gesunken. Im Zuge der Aufhebung des Okres Bílina wurde Milá 1961 nach Bečov eingemeindet und dem Okres Most zugeordnet. Zu dieser Zeit lebten in Milá 92 Personen, neun Jahre später waren es nur noch 34. Im Jahre 1991 hatte das Dorf nur noch 11 Einwohner, beim Zensus von 2001 lebten in den 25 Wohnhäusern von Milá 22 Personen.

## Gemeindegliederung
Der Ortsteil Milá bildet zugleich einen Katastralbezirk.

## Sehenswürdigkeiten
- Kapelle
- Der Berg Milá ist seit 1958 auf einer Fläche von 19,96 ha wegen des Vorkommens wärmeliebender Pflanzen als Naturreservat geschützt.
- Der Hügel Písečný vrch, südwestlich des Dorfes, wurde 1966 auf einer Fläche von 39,16 ha ebenfalls zum Naturreservat erklärt.